# Leuctra maroccana
Leuctra maroccana är en bäcksländeart som beskrevs av Aubert 1956. Leuctra maroccana ingår i släktet Leuctra och familjen smalbäcksländor. Inga underarter finns listade i Catalogue of Life.